# DAF 66
DAF 66 är en nederländsk bakhjulsdriven personbil, som tillverkades av DAF 1972-1976.
Bilmodellen har gått till historien mest på grund av den steglösa transmissionen med remdrift, så kallad Variomatic, som i Sverige fick öknamnet Remjohan efter Volvos uppköp av DAF.

## Historik
DAF 66 lanserades 1972 och var en vidareutveckling av DAF 55. De största skillnadena var den nya fronten, krockbalkar i dörrarna, samt en ny bakvagn av de dion-typ och bladfjädrar som gav bättre vägegenskaper än den gamla pendelaxeln med skruvfjädrar. Den tekniska kvaliteten hade också förbättrats. Volvo stod för en stor del av utvecklingen.
DAF 55 och 66 är i övrigt snarlika och finns i samma karossvarianter, det vill säga 2-dörrars coupé/sedan och 3-dörrars kombivagn. Från modellåret 1976 fick modellen en uppgradering och bytte namn till Volvo 66, då utgick coupémodellen som Volvo inte ansåg vara lönsam, då den 2+2-sitsiga sportkupén bara godkändes för två personer. Motorn är densamma som i DAF 55, dvs en 1,1 liters vätskekyld Renaultmotor på 34-47 hk. 1975 kom det en Marathonmodell med en större 1,3-liters Renaultmotor på 57 hk. Den senare återfinns även i Volvo 340 med större motorvolym (1397cc) och annan trimningsgrad. Den kallas av Volvo för B14.
Den mindre 1,3-litersmotorn (B13) fanns kvar i Volvo 66 fram tills modellen lades ner 1980.

## Liknande modeller

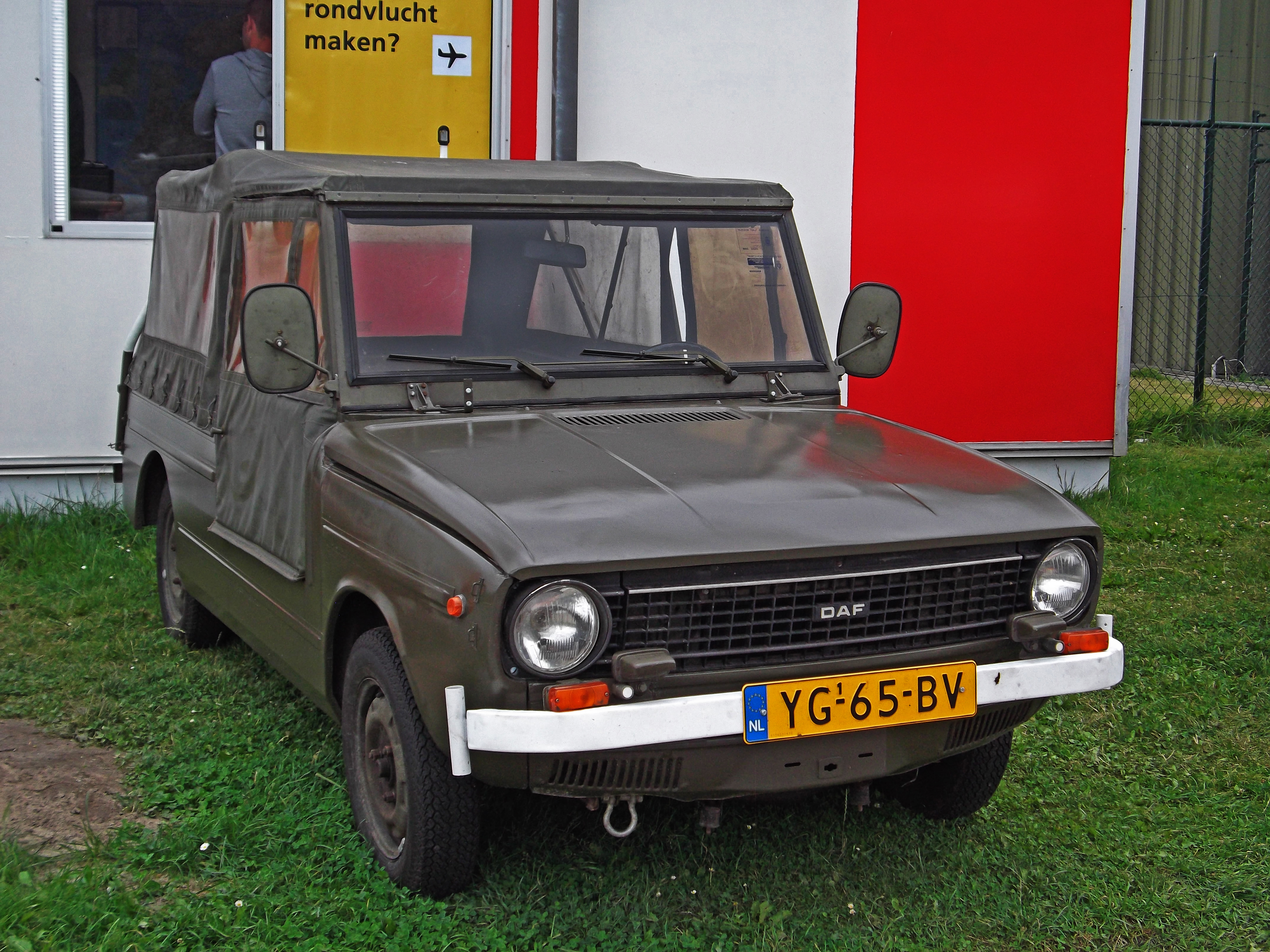
DAF 66 YA årsmodell 1975

En militär version av DAF 66 utvecklades också, kallad DAF 66 YA; det var en förstärkt öppen DAF 66 med kraftigare transmission, 24-volts elsystem, starkare motor med mera. Den användes i huvudsak som militärfordon, men såldes även i ett fåtal exemplar för civilt bruk.